# Multiculturalismo

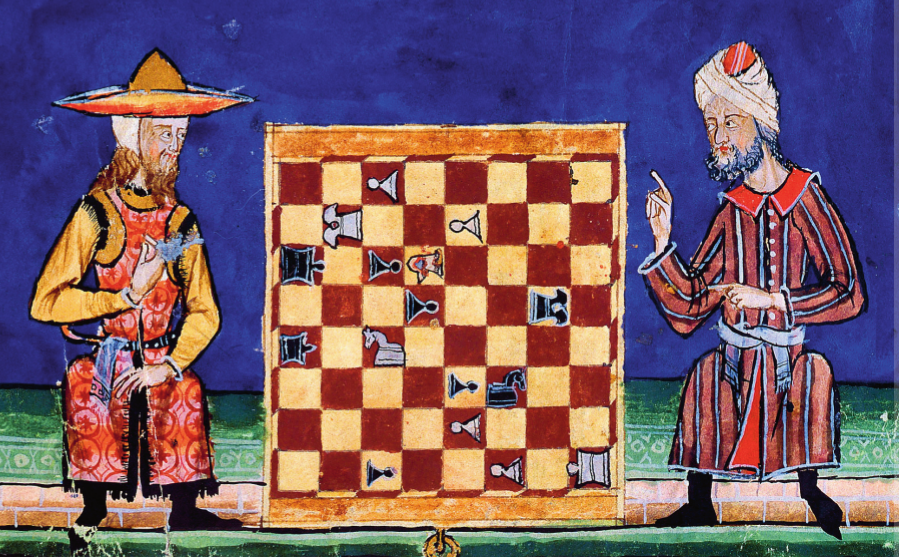
Miniatura del Libro del ajedrez, dados y tablas de Alfonso X el Sabio que representa a un judío (izquierda) y a un musulmán (derecha) jugando al ajedrez.

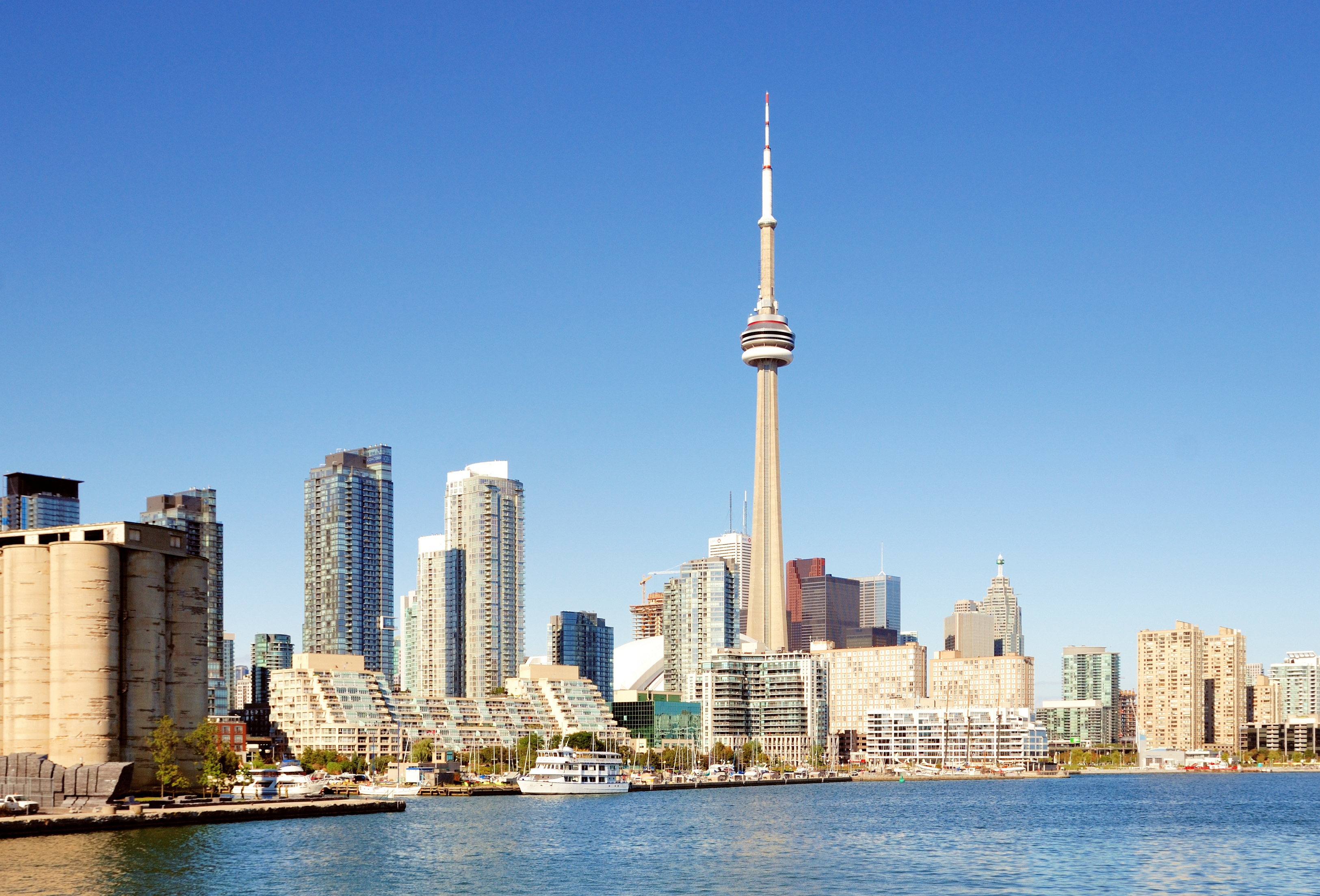
Toronto (Canadá) es una de la urbes más multiculturales del mundo, con casi un 40% de su población de origen extranjero.

El término multiculturalismo tiene una amplia gama de significados en los contextos de la sociología, la filosofía política y el uso coloquial. En sociología y en el uso cotidiano, es un sinónimo de "pluralismo étnico", con los dos términos siendo utilizados indistintamente; por ejemplo, un pluralismo cultural en el que diversos grupos étnicos colaboran y entran en diálogo entre ellos sin tener que sacrificar sus identidades particulares. 
Puede describir un área de comunidad étnica mixta donde existen múltiples tradiciones culturales o un solo país dentro del cual lo hacen. Los grupos asociados con un grupo étnico aborigen y grupos étnicos extranjeros a menudo son el foco.
En referencia a la sociología, el multiculturalismo es el estado final de un proceso natural o artificial (por ejemplo, la inmigración legalmente controlada) y se produce en una escala nacional grande o en una escala menor dentro de las filosofía política involucra ideologías y políticas que varían ampliamente, que van desde la defensa de la igualdad de respeto a las diversas culturas en una sociedad, a las políticas de promoción del mantenimiento de la diversidad cultural, a las políticas en las que las autoridades abordan a las personas de diversos grupos étnicos y religiosos según al grupo al que pertenecen.
El multiculturalismo que promueve el mantenimiento del carácter distintivo de las culturas múltiples a menudo se contrasta con otras políticas de asentamiento como la integración social, la asimilación cultural y la segregación racial. El multiculturalismo ha sido descrito como una "ensaladera" y un "mosaico cultural" en contraste con el crisol de razas.
Se han desarrollado dos estrategias diferentes y aparentemente inconsistentes a través de diferentes políticas y estrategias gubernamentales. El primero se centra en la interacción y la comunicación entre diferentes culturas; este enfoque también se conoce a menudo como interculturalismo. El segundo se centra en la diversidad y la singularidad cultural que a veces puede dar lugar a una competencia intercultural por el empleo, entre otras cosas, y puede conducir a conflictos étnicos. La controversia en torno al tema del aislamiento cultural incluye la guetización de una cultura dentro de una nación y la protección de los atributos culturales de un área o nación. Los defensores de las políticas gubernamentales a menudo afirman que las protecciones artificiales guiadas por el gobierno también contribuyen a la diversidad cultural global. El segundo enfoque de la formulación de políticas multiculturalistas sostiene que evitan presentar valores comunitarios étnicos, religiosos o culturales específicos como centrales.

## Concepto
En la filosofía política del multiculturalismo, las ideas se centran en las formas en que las sociedades se creen o deberían responder a las diferencias culturales y religiosas. A menudo se asocia con "políticas de identidad", "la política de la diferencia" y "la política del reconocimiento". También es una cuestión de intereses económicos y poder político. En tiempos más recientes, las ideologías políticas multiculturalistas se han expandido en su uso para incluir y definir grupos desfavorecidos como los afroamericanos o el grupo LGBT+, con argumentos que a menudo se centran en las minorías étnicas y religiosas, las naciones minoritarias, los pueblos indígenas e incluso los discapacitados. Es en este contexto en el que el término se entiende más comúnmente y la amplitud y el alcance de la definición, así como su uso práctico, ha sido objeto de un debate serio.
El término multiculturalismo se usa con mayor frecuencia en referencia a los estados-nación occidentales, que aparentemente habían logrado una identidad nacional única de facto durante los siglos XVIII y XIX. El multiculturalismo ha sido una política oficial en varias naciones occidentales desde la década de 1970, por razones que varían de un país a otro, incluido el hecho de que muchas de las grandes ciudades del mundo occidental están cada vez más formadas por un mosaico de culturas.
El gobierno canadiense a menudo de que se ha descrito como el instigador de la ideología multicultural debido a su énfasis público en la importancia social de la inmigración. La Comisión Real Canadiense de Bilingüismo y Biculturalismo a menudo se conoce como los orígenes de la conciencia política moderna del multiculturalismo. En los países occidentales de habla inglesa, el multiculturalismo como política nacional oficial comenzó en Canadá en 1971, seguido por Australia en 1973 donde se mantiene hoy. Rápidamente fue adoptado como política oficial por la mayoría de los Estados miembros de la Unión Europea. Recientemente, los gobiernos de derecha de varios estados europeos, por ejemplo los Países Bajos y Dinamarca, han revertido la política nacional y han vuelto a un monoculturalismo oficial. Una reversión similar es el tema de debate en el Reino Unido, entre otros, debido a la evidencia de una incipiente segregación y ansiedades sobre el terrorismo. Varios jefes de Estado o jefes de Gobierno han expresado dudas sobre el éxito de las políticas multiculturales: el ex primer ministro del Reino Unido David Cameron, la canciller alemana Angela Merkel, el ex primer ministro de Australia John Howard y el expresidente español José María Aznar y el expresidente francés Nicolas Sarkozy han expresado su preocupación por la efectividad de sus políticas multiculturales para la integración de los inmigrantes.
Muchos Estados-naciones de África, Asia y las Américas son culturalmente diversos y son "multiculturales" en un sentido descriptivo. En algunos, el comunalismo es un asunto político importante. Las políticas adoptadas por estos estados a menudo tienen paralelismos con las políticas multiculturalistas en el mundo occidental, pero el trasfondo histórico es diferente, y el objetivo puede ser una construcción nacional mono-cultural o mono-étnica, por ejemplo, en el intento del gobierno de Malasia de crear una "raza de Malasia". para 2020.

## Debate sobre el multiculturalismo
La mayoría de los debates sobre el multiculturalismo se centran en si el multiculturalismo es o no la forma adecuada de abordar la diversidad y la integración de los inmigrantes. Los argumentos con respecto a los derechos percibidos para una educación multicultural incluyen la proposición de que actúa como una forma de exigir el reconocimiento de los aspectos de la subordinación de la cultura de un grupo y su experiencia completa en contraste con un crisol de culturas o sociedades no multiculturales.

### Apoyo
El multiculturalismo es visto por sus seguidores como un sistema más justo que permite a las personas expresar verdaderamente quiénes son dentro de una sociedad, que es más tolerante y que se adapta mejor a los problemas sociales. Argumentan que la cultura no es una cosa definible basada en una raza o religión, sino el resultado de múltiples factores que cambian a medida que el mundo cambia.
Históricamente, el apoyo al multiculturalismo moderno proviene de los cambios en las sociedades occidentales después de la Segunda Guerra Mundial, en lo que Susanne Wessendorf llama la "revolución de los derechos humanos", en la que los horrores del racismo institucionalizado y la limpieza étnica se volvieron casi imposibles de ignorar a raíz del Holocausto; con el colapso del sistema colonial europeo, cuando las naciones colonizadas en África y Asia lucharon con éxito por su independencia y señalaron los fundamentos discriminatorios del sistema colonial; y, en los Estados Unidos en particular, con el surgimiento del Movimiento por los Derechos Civiles, que criticaba los ideales de asimilación que a menudo llevaban a prejuicios contra quienes no actuaban de acuerdo con las normas angloamericanas y que conducían al desarrollo de estudios étnicos académicos. programas como una manera de contrarrestar el descuido de las contribuciones de las minorías raciales en las aulas. Como muestra esta historia, se vio que el multiculturalismo en los países occidentales combatía el racismo, protegía a las comunidades minoritarias de todo tipo y deshacía las políticas que impedían que las minorías tuvieran pleno acceso a las oportunidades de libertad e igualdad prometidas por el liberalismo que ha sido sello distintivo de las sociedades occidentales desde la Era de la Ilustración. La hipótesis de contacto en sociología es un fenómeno bien documentado en el cual las interacciones cooperativas con aquellos de un grupo diferente al propio, reducen el prejuicio y la hostilidad intergrupal.
C. James Trotman sostiene que el multiculturalismo es valioso porque "usa varias disciplinas para resaltar aspectos descuidados de nuestra historia social, particularmente las historias de mujeres y minorías [... y] promueve el respeto por la dignidad de las vidas y las voces de los olvidados". Al cerrar las brechas, al elevar la conciencia sobre el pasado, el multiculturalismo intenta restaurar una sensación de plenitud en la era posmoderna que fragmenta la vida y el pensamiento humano".
Tariq Modood sostiene que en los primeros años del siglo XXI, el multiculturalismo "es muy oportuno y necesario, y [...] necesitamos más, no menos", ya que es "la forma de integración" que (1) se ajusta mejor al ideal de igualitarismo, (2) tiene "la mejor posibilidad de éxito" en el mundo "post-9/11, post 7/7", y (3) se ha mantenido "moderado [y] pragmático".
Bhikhu Parekh contrarresta lo que ve como las tendencias para equiparar el multiculturalismo con las minorías raciales que "demandan derechos especiales" y para ver que promueve un "racis[mo] delgadamente velado". En cambio, argumenta que el multiculturalismo "no se trata de minorías", sino "se trata de los términos correctos de relación entre las diferentes comunidades culturales", lo que significa que los estándares mediante los cuales las comunidades resuelven sus diferencias, por ejemplo, "los principios de la justicia" no debe provenir de una sola de las culturas, sino que debe venir "a través de un diálogo abierto e igual entre ellos". Balibar caracteriza las críticas al multiculturalismo como el "racismo diferencialista", que describe como una forma encubierta de racismo que no pretende tanto la superioridad étnica como los estereotipos de la percepción de "incompatibilidad de estilos de vida y tradiciones".
Si bien hay investigaciones que sugieren que la diversidad étnica aumenta las posibilidades de guerra, disminuye la provisión de bienes públicos y disminuye la democratización, también hay investigaciones que muestran que la diversidad étnica en sí misma no es perjudicial para la paz, la provisión de bienes públicos o la democracia. Por el contrario, se descubrió que promover la diversidad en realidad ayuda a avanzar a los estudiantes desfavorecidos. Un estudio de 2018 en la American Political Science Review arrojó dudas sobre los hallazgos de que la homogeneidad etnorracial condujo a una mayor provisión de bienes públicos.
La Fundación Wikimedia sugiere que "la diversidad de perspectivas es crucial para aumentar la calidad de los recursos de conocimiento gratuitos que [su] movimiento proporciona". Wikidata también sugiere que "el mundo es complicado y no hay una sola verdad, especialmente en una base de conocimiento que supuestamente sirve a muchas culturas".

### Críticas
La crítica al multiculturalismo cuestiona el ideal del mantenimiento de distintas culturas étnicas dentro de un país. El multiculturalismo se ha convertido en un tema particular de debate en ciertas naciones europeas que están asociadas con la idea de una sola nación dentro de su país. Los críticos del multiculturalismo pueden argumentar en contra de la integración cultural de diferentes grupos étnicos y culturales a las leyes y valores existentes en un mismo país. En su lugar, los críticos pueden abogar por la asimilación de diferentes grupos étnicos y culturales a una sola identidad nacional.
Los críticos del multiculturalismo a menudo debaten si el ideal multicultural de coexistencia benigna de culturas que se interrelacionan e influyen entre sí, y aun así se mantienen distintas, es sostenible, paradójico o incluso deseable. Sostienen que los Estados-naciones, que previamente hubieran sido sinónimo de una identidad cultural distintiva propia, pierden ante el multiculturalismo forzado y que esto erosiona en última instancia la cultura distintiva de las naciones anfitrionas.
El profesor de ciencias políticas de Harvard, Robert D. Putnam, realizó un estudio de casi una década sobre cómo el multiculturalismo afecta la confianza social. Encuestó a 26.200 personas en 40 comunidades estadounidenses y descubrió que cuando los datos se ajustaban por clase, ingresos y otros factores, cuanto más diversa sea una comunidad, mayor es la pérdida de confianza. Las personas en comunidades diversas "no confían en el alcalde local, no confían en el periódico local, no confían en otras personas y no confían en las instituciones", escribe Putnam. Putnam también ha declarado, sin embargo, que "esta alergia a la diversidad tiende a disminuir y desaparecer...Creo que a la larga todos seremos mejores".

## Multiculturalismo y género
Pensar el multiculturalismo desde una perspectiva de género implica necesariamente vincular el concepto de cultura al concepto de poder; desde este posicionamiento, las políticas del reconocimiento cultural no se contraponen a las visiones feministas, sino que localizan las estrategias de lucha en contextos particulares. Las mujeres forman parte de una comunidad que durante años han tenido que vivir experiencias de opresión política y social, han sido marginadas y excluidas de la construcción nacional en cada una de las sociedades existentes. De acuerdo a la raza, clase y cultura a la que pertenezcan, las mujeres sufren de sexismo; si bien las mujeres de todos los grupos sociales sufren de opresión de género, las mujeres de Tercer Mundo se ve aún más afectadas al sufrir de la opresión general hacia su nación y de la suya en específico por ser mujeres. Estos elementos han impedido la construcción de una identidad homogénea, en cambio se ha caracterizado como una identidad de género que se niega a aceptar la diversidad cultural.
Moller Okin (1999) señala que existe una tensión muy fuerte entre el multiculturalismo y el feminismo, debido a que el multiculturalismo parte de la petición de las culturas de las minorías éticas, mientras que el feminismo alude la crítica a cualquier cultura patriarcal. En la crítica feminista al multiculturalismo se asume, por un lado, que la cultura de las “minorías” es aquella reivindicada por los sectores hegemónicos al interior de éstas, sin reconocer que las prácticas y los discursos contestatarios de las mujeres son también parte de esas culturas para las que se pide respeto. Se asume también que se sabe cómo funciona la desigualdad de género en todas las sociedades, sin importar los contextos e historias específicas. Las feministas intelectuales buscan plantear la necesidad de recuperar las identidades nacionales como espacios públicos y a su vez proponen nuevas formas de repensar la cultura desde la perspectiva de género.
En el contexto de la mujer indígena, las que son parte del EZLN, han participado en el Congreso de la Unión y han reclamado frente al Estado el derecho a tener una propia cultura, a los derechos colectivos de su pueblo, así como reconocer los derechos de las mujeres indígenas a asumir cargos públicos, a heredar tierras y a decidir por su propio cuerpo. Las mujeres indígenas han luchado por los derechos que rompen con ciertas tradiciones dentro de sus comunidades que consideran de opresión o excluyentes. Las mujeres indígenas están dando la pauta de cómo repensar la autonomía indígena desde una perspectiva dinámica de la cultura, que a la vez que reivindica el derecho a la autodeterminación, lo hace a partir de una concepción de la identidad como construcción histórica que se está formando y reformulando cotidianamente.

## Países

### Argentina
Aunque no se llama multiculturalismo como tal, el preámbulo de la Constitución de Argentina promueve explícitamente la inmigración, y reconoce la ciudadanía múltiple del individuo de otros países. La multiculturalidad es una característica de la cultura argentina, con la presencia de festivales y festividades extranjeras (por ejemplo, el Día de San Patricio), apoyando todo tipo de arte o grupos, así como su difusión a través de una importante presencia multicultural en los medios; por ejemplo, no es raro encontrar periódicos o programas de radio en inglés, italiano, francés o portugués en Argentina. Según el último informe del censo nacional de 2010, la Argentina cuenta con 1 900 000 inmigrantes. Se calcula que los inmigrantes en 2015 superaban los 2 000 000. Esto coloca a Argentina como el mayor receptor de inmigrantes de toda Latinoamérica, y en términos absolutos a nivel mundial coloca a Argentina en el 29.º puesto.
De acuerdo con la lista del Instituto Nacional de Asuntos Indígenas publica en su sitio web, existen registradas 1779 comunidades indígenas en Argentina, pertenecientes a 39 pueblos indígenas.     

### Bolivia
Bolivia es un país diverso compuesto por 36 diferentes tipos de grupos indígenas. Más del 62 % del total de la población de Bolivia pertenece a estos diferentes grupos indígenas, por lo que es el país más indígena de América Latina. Fuera de los grupos indígenas, los aimaras y los quechuas son los más grandes. El último 30 % de la población está separada del mestizo, que es un pueblo mezclado con ancestros europeos e indígenas. Las administraciones políticas de Bolivia han respaldado la política multicultural y en 2009 la Constitución boliviana se inscribió con principios multiculturales. La Constitución de Bolivia reconoce 36 idiomas oficiales además del español, cada idioma tiene su propia cultura y grupo indígena. La cultura boliviana se celebra en todo el país y tiene fuertes influencias de los pueblos aimara, quechua, español y otras culturas populares de toda América Latina.

### Brasil

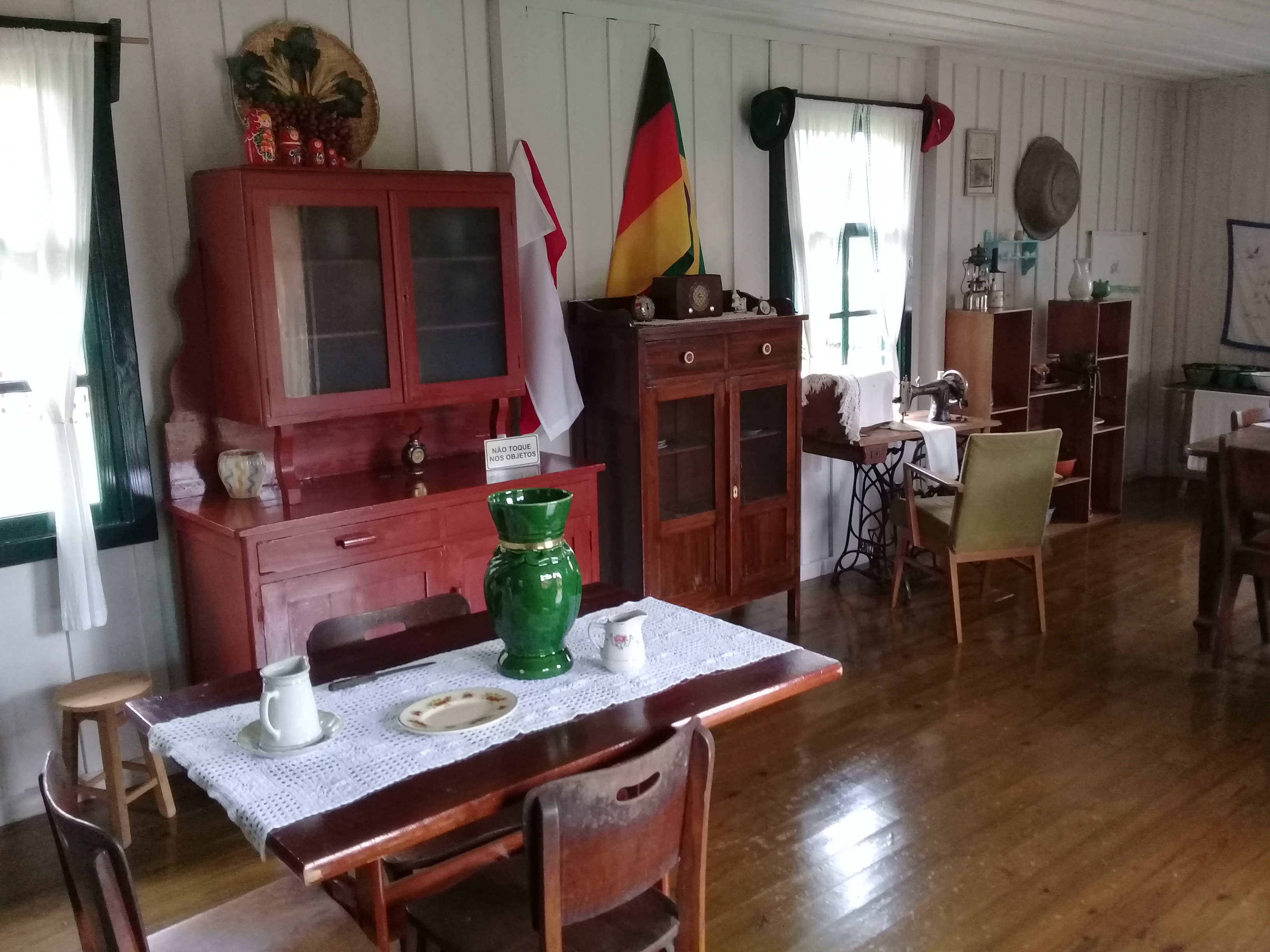
Casa con elementos de personas de diferentes países, incluso rusos y alemanes, en el Carambeí, sur del país, una ciudad de mayoría de ascendencia holandesa.

Se sabe que las Américas son algunas de las ubicaciones geográficas más multiculturales, ya que muchas de las veces hay una diversidad de idiomas, religiones y etnias presentes. Brasil también puede aclamar el multiculturalismo y ha sufrido muchos cambios en las últimas décadas. Brasil es un país controvertido cuando se trata de definir un país multicultural. Hay dos puntos de vista, en los que el Instituto de Investigación Económica de Harvard afirma que Brasil tiene una intersección de muchas culturas debido a la migración reciente. Por otro lado, está Pew Research Center, en el que afirman que Brasil es culturalmente diverso, pero la mayoría del país habla portugués.
Ciudades como São Paulo son vistas como el hogar de muchos inmigrantes de Japón, Italia y Líbano por ejemplo. Hay una presencia multicultural dentro de esta ciudad, y esto prevalece en todo Brasil. Además, Brasil es un país que ha dado grandes pasos para acoger las culturas de los migrantes, y con su aumento de personas afrodescendientes han realizado cambios para ser más conscientes y acogedores. Ha habido un aumento de la conciencia de la lucha contra la discriminación hacía los afrodescendientes y han encontrado activamente formas de combatir el racismo en Brasil.

### Canadá
La sociedad canadiense a menudo se describe como "muy progresiva, diversa y multicultural". El multiculturalismo (una sociedad justa en términos de John Stuart Mill) fue adoptado como la política oficial del gobierno canadiense durante la presidencia de Pierre Elliott Trudeau en los años setenta y ochenta. El multiculturalismo se refleja en la ley a través de la Ley Canadiense de Multiculturalismo y en la Sección 27 de la Carta Canadiense de Derechos y Libertades. La Ley de Radiodifusión de 1991 afirma que el sistema de radiodifusión canadiense debe reflejar la diversidad de culturas en el país. El multiculturalismo canadiense se admira fuera del país, lo que hace que el público canadiense desestime a la mayoría de los críticos del concepto. El multiculturalismo se considera a menudo uno de los logros significativos de Canadá y un elemento distintivo clave de la identidad canadiense. The Economist publicó una historia de portada en 2016 elogiando a Canadá como la sociedad multicultural más exitosa de Occidente. The Economist argumentó que el multiculturalismo de Canadá era una fuente de fortaleza que unía a la población diversa y al atraer inmigrantes de todo el mundo también era un motor de crecimiento económico.

### México
Un eje fundamental del multiculturalismo en México, así como en Estados Unidos y muchos países, son los medios masivos, aunque los cambios culturales han ocurrido gracias a los medios como el cine, radio, televisión, Internet.
Tal como lo puede ser en una ciudad tan grande como lo es la Ciudad de México ha permitido doctrinar esta cultura de medios audiovisual es para poder crear una integración tanto social como política. Además, el consumo en general también se ha visto afectado, ya que está mucho más globalizado y es más probable que sea más allegado a la gente. 
Claramente, esto ha afectado a muchas más culturas, ya que estaban más allegadas a otros medios, pero al generalizar los medios en toda Latinoamérica, no solo en México, tuvieron que generar nuevas costumbres ya que para ellos era algo nuevo, y el resultado de esto no sería encerrar a todas las poblaciones en una misma cultura. Sería poder diversificar la información para todas las culturas y así no excluir ninguna. 
Por su naturaleza plurilingüe (69 lenguas, 364 variantes y 11 familias según el Instituto Nacional de Lenguas Indígenas INALI), el multiculturalismo ha sido un problema ampliamente investigado con una perspectiva multidisciplinaria. Algunos autores son Erica González Apodaca, María Bertely, Ernesto Díaz Couder, de acuerdo con la base de datos de Lingmex, Bibliografía lingüística desde 1970.

### Estados Unidos
Estados Unidos es un país étnica y culturalmente diverso como resultado de la inmigración masiva procedente de muchos países a lo largo de su historia.
Durante el siglo XX, el concepto de multiculturalismo se difundió en países anglosajones como Canadá y Estados Unidos, donde se sigue empleando como ideología nacional oficial (Canadá) y como práctica educativa y política (Estados Unidos).
En Estados Unidos el debate sobre el multiculturalismo ha sido intensamente polarizante, generando distintas divisiones. Se dice que en Estados Unidos no existió mitología fundacional de hibridez, es decir, nunca hubo mestizajes entre la raza blanca y la nativa o la negra.
El multiculturalismo comienza a surgir en Estados Unidos cerca de los años sesenta gracias al movimiento de los derechos civiles vinculándose así con la política y el sistema educativo estadounidense. El multiculturalismo se relaciona con demandas jurídicas en favor de grupos minoritarios por igualdad en el trabajo y en la educación.
En el año 1964 se ratificó el Acta de Derechos Civiles, la cual abolió la segregación racial en todas las escuelas púbicas e instituciones de educación superior y legalizó la igualdad de oportunidades de empleo prohibiendo la discriminación por raza.
El multiculturalismo estadounidense se caracteriza por la transición de un modelo monocultural y asimilacionista, que en realidad nunca lo fue (en los años 40 los negros se consideraban inadmisibles a la nación), a uno integracionista resistente al monoculturalismo reduccionista. Por lo tanto, se puede decir que la identidad y la diferencia forman el marco teórico del multiculturalismo y sus debates.

### Perú
Perú es un país ejemplar de multiculturalismo, en 2016 el INEI reportó una población total de 31 millones de personas y ha recibido a muchos inmigrantes en su país creando una comunidad diversa.
Perú inicialmente estaba poblado por pueblos amerindios, pero después de la conquista española, los españoles llevaron pueblos africanos y asiáticos como esclavos, creando una mezcla de grupos étnicos. Después de que ya no se permitiera la esclavitud en Perú, los afroperuanos y los asiático-peruanos han contribuido a la cultura peruana de muchas maneras. Hoy en día, los amerindios constituyen el 12% de la población. Los mestizos, el 50-60%; los blancos, el 20%; y el 6-20% está compuesto por negros, chinos y otros. En 1821, el presidente del Perú, José de San Martín, dio a los extranjeros la libertad de iniciar industrias en suelo peruano. Dos años después, los extranjeros que llevaran viviendo en el Perú por más de 5 años se consideraron ciudadanos naturalizados, cifra que luego disminuyó a 3 años.

### Venezuela
Venezuela, con una población estimada de treinta millones de habitantes, está poblada por una gran variedad de grupos étnicos. Aproximadamente el 33% de su población es mestiza; el 32%, blanca; el 21%, mulata; el 8%, negra; y el 4%, indígena. La cultura venezolana está compuesta principalmente por la mezcla de sus pueblos indígenas, españoles y africanos. Los primeros inmigrantes que se asentaron en el país fueron los españoles desde el siglo XVI. Desde el siglo XX el país recibió un importante flujo migratorio gracias al auge petrolero que vivió el país en dicha década, proveniente en su mayoría de América, Europa y el este Asiático, influenciando de manera directa la cultura, el idioma, tradiciones, descendencia, gastronomía entre otras cosas.
Según estimaciones nacionales y de países de origen, en el país residen aproximadamente 1.375.690 extranjeros, comprendidos mayoritariamente por personas provenientes de Italia, España, Portugal, Alemania, Colombia, Ecuador, China, Líbano, Siria, Polonia, República Checa, Francia, entre otras. Se estima que en el país residen actualmente unas 15 millones de personas con ascendencia directa de países europeos: España, Italia, Alemania, Portugal, Francia, Polonia y países del Este de Europa, representando así un 50% de la población aproximada existente en el país, destacando que el país posee la segunda comunidad portuguesa detrás de Brasil en la región y la tercera comunidad más numerosa de italianos y ascendientes detrás de Argentina y Brasil. La influencia africana se puede ver en su música, con el uso de tambores. Si bien el español es el idioma principal de Venezuela, hasta el día de hoy se hablan más de 40 idiomas indígenas.

### Colombia
Colombia con una población estimada en 51 millones de habitantes, está poblada por una gran variedad de grupos étnicos. Aproximadamente el 49% de su población es mestiza, 37% blanca, 10% afrodescendiente, 3,4% indígena y 0,6 gitana.
Se estima que 18,8 millones de colombianos son descendientes directos de europeos, ya sea por uno de sus padres o abuelos. Principalmente provenientes de España, Italia, Alemania, Polonia e Inglaterra, representan el 37% de su población. La ascendencia árabe (ásiática) también predomina en el país. Los sirios, libaneses y palestinos son la mayor inmigración post-independencia del país. Tanto así que Colombia posee la segunda colonia Árabe más grande en América Latina, con un poco más de 3,2 millones de descendientes, el cual representa el 6,4% de su población.